# Nannoniscus perunis
Nannoniscus perunis är en kräftdjursart som beskrevs av Menzies och George 1972. Nannoniscus perunis ingår i släktet Nannoniscus och familjen Nannoniscidae. Inga underarter finns listade i Catalogue of Life.